# Arthur Prior
Pour les articles homonymes, voir Prior.
Arthur Norman Prior (4 décembre 1914 - 6 octobre 1969), ou A. N. Prior, est un logicien et philosophe né en Nouvelle-Zélande. Arthur Prior est considéré, depuis son livre Time and Modality (publié en 1957) comme le fondateur de la logique temporelle, et a apporté d'importantes contributions à la logique intensionnelle, en particulier avec son livre Objets de pensée (1971).

## Biographie
Prior est né à Masterton, en Nouvelle-Zélande, le 4 décembre 1914. Il est l’unique enfant de parents australiens : Norman Henry Prior (1882–1967) et sa femme née Elizabeth Munton Rothesay Teague (1889–1914). Sa mère décède moins de trois semaines après sa naissance, et il se fait prendre en charge par la sœur de son père. Son père, médecin généraliste, après le service de guerre à Gallipoli et en France pendant la première guerre mondiale —  où il reçoit la Croix militaire  —  se remarie en 1920, et a trois autres enfants. Prior grandit ainsi dans une famille extrêmement méthodiste.
Ses deux grands-pères, les révérends Samuel Fowler Prior et Hugh Henwood Teague, sont, quant à eux, wesleyens, et ont été envoyés d'Angleterre en Australie du Sud en tant que missionnaires en 1875. La famille Prior déménage pour la première fois en Nouvelle-Zélande en 1893.
Pendant ses études pour son premier diplôme, Arthur Prior fréquente le séminaire théologique du collège de Knox de Dunedin, mais finalement se décide de ne pas entrer dans le ministère presbytérien et a commence à se former en logique. Après son premier mariage en 1937, il passe quelques années en Europe post-guerre. Après le divorce de sa première femme, il se remarie en 1943 avec Mary Wilkinson, avec qui il a une fille et un fils. Il sert ensuite dans la Force aérienne royale néo-zélandaise de 1943 à 1945, puis commence sa carrière universitaire à l'Université de Canterbury en février 1946 en prenant la relève d'un poste vacant au départ de Karl Popper. 
Après être retourné en Nouvelle-Zélande après une année à Oxford en tant que conférencier invité, il prend poste de professeur en 1959 à l'Université de Manchester où il est resté jusqu'à ce qu'il soit élu Fellow du Balliol College d'Oxford en 1966 et nommé lecteur.
Arthur Prior donne enfin ses dernière conférences dans des universités norvégiennes en septembre 1969. Il meurt d'une crise cardiaque à Trondheim, en Norvège. 

## Vie professionnelle
Prior fait ses études entièrement en Nouvelle-Zélande, où il a la chance d'être sous l'aile de J. N. Findlay,  sous lequel il écrit sa thèse de maîtrise sur «La nature de la logique». Par ailleurs alors que Prior aimait beaucoup la théologie de Karl Barth, il commence à la critiquer de par son influence par Findlay. 
Il commence à enseigner la philosophie et la logique à l'Université de Canterbury en février 1946, comblant le poste vacant créé par la démission de Karl Popper. En 1951, Prior rencontre John J. C. Smart lors d'une conférence philosophique en Australie, ou les deux développent une amitié à vie. Leur correspondance a une influence sur le développement de la logique temporelle de Prior. Smart n'a jamais été convaincu par les arguments de Prior, bien que Prior ait joué un rôle important en rendant Smart sceptique quant à la vision de Wittgenstein sur les pseudo-relations. Il devient ensuite professeur en 1953. Grâce aux bons offices de Gilbert Ryle, qui avait rencontré Prior en Nouvelle-Zélande en 1954, Prior passe l'année 1956 en congé à l'Université d'Oxford, où il donne les conférences John Locke. Ceux-ci sont ensuite publiés sous le titre Time and Modality (1957). Il s'agit d'une contribution fondamentale à l'étude de la logique des temps et de la métaphysique du temps, dans laquelle Prior défend le point de vue de la Théorie-A selon lequel les modalités temporelles passées, présentes et futures sont des catégories ontologiques de base. Smart craignait aussi que la logique temporelle n'implique Prior "dans des problèmes secondaires, même la philosophie pure et simple, et non dans les choses qui feront le plus de bien à Oxford".  Prior était cependant convaincu que la logique temporelle avait le potentiel de favoriser l'étude de la logique, aussi bien que de la philosophie, et il considérait donc ses conférences comme "l'expression d'une conviction que la logique formelle et la philosophie générale ont plus à s'apporter qu'on ne le suppose parfois".
Pendant son séjour à Oxford, Prior rencontre Peter Geach et William Kneale, influence John Lemmon et correspond avec l'adolescent Saul Kripke. La logique au Royaume-Uni est alors dans un état plutôt bas, étant «profondément démodée et ses praticiens étaient isolés et quelque peu démoralisés». Prior organise un colloque qui réunit des logiciens tels que John Lemmon, Peter Geach, Czesław Lejewski et bien d'autres. Les colloques sont un grand succès et, avec la conférence John Locke de Prior et ses visites à travers le pays, il contribue à revitaliser la logique britannique. De 1959 à 1966, il est professeur de philosophie à l'Université de Manchester, après avoir enseigné à Osmund Lewry. De 1966 jusqu'à sa mort, il est Fellow et tuteur en philosophie au Balliol College d'Oxford. Il a comme étudiants Max Cresswell, Kit Fine et Robert Bull.
Presque entièrement autodidacte en logique formelle moderne, Prior publie son premier article sur la logique en 1952, alors qu'il a 38 ans, peu de temps après avoir découvert le travail de Józef Maria Bocheński et Jan Łukasiewicz, dont très peu de travail a ensuite été traduit en Anglais. Il continue d'ailleurs, tout au long de sa carrière, à employer la notation polonaise. Avec Formal Logic (1955), il distille une grande partie de ses premiers enseignements de la logique en Nouvelle-Zélande. Le travail de Prior sur la logique temporelle fournit une défense systématique et étendue d'une conception temporalisante de la réalité dans laquelle les objets matériels sont interprétés comme des continuants tridimensionnels qui sont entièrement présents à chaque instant temporel.
Prior se démarque par son vif intérêt pour l'histoire de la logique. Il est l'un des premiers logiciens anglophones à apprécier la nature et la portée du travail logique de Charles Sanders Peirce, et rénove notamment la distinction entre de dicto et de re dans la Logique modale. En ce sens, Prior est un précurseur de Kripke en logique modale, avant que ce dernier ne propose sa sémantique des mondes possibles ; une époque où la modalité et l'intentionnalité suscitent peu d'intérêt dans le monde anglophone et ont même été vivement attaquées par Willard Van Orman Quine.
On dit maintenant qu'il est le précurseur de la logique hybride.  Il entreprend, dans une section de son livre Past, Present, and Future (1967) la tentative de combiner des opérateurs temporels binaires (par exemple, «jusqu'à») et unaires (par exemple, «sera toujours») à un système de logique temporelle ; sur cette base accidentelle, Prior construit une base pour les langages hybrides ultérieurs.
Son travail Time and Modality explore l'utilisation d'une logique polyvalente pour expliquer le problème des noms non référents.
Le travail de Prior, à la fois philosophique et logique, est donc une production qui s'appuie à la fois sur l'innovation formelle et l'analyse linguistique.
Le langage naturel, pensait-il, il peut aussi bien incarner la folie et la confusion, que la sagesse. Dans l'exposition de ses vues sur ses adversaires, il était scrupuleux, et fournissait continuellement de nombreuses suggestions constructives sur le développement formel de vues alternatives.

## Publications
Arthur Prior a notamment écrit :
- 1949. Logic and the Basis of Ethics. Oxford University Press
- 1955, 1962. Formal Logic. Oxford University Press.
- 1957. Time and Modality. Oxford University Press. Based on his 1956 John Locke lectures.
- 1962. "Changes in Events and Changes in Things". University of Kansas.
- 1967. Past, Present and Future. Oxford University Press.
- 1968. Papers on Time and Tense. Oxford University Press.
- 1971. Objects of Thought. Edited by P. T. Geach and A. J. P. Kenny. Oxford University Press.
- 1976. The Doctrine of Propositions and Terms. Edited by P. T. Geach and A. J. P. Kenny. London: Duckworth.
- 1976. Papers in Logic and Ethics. Edited by P. T. Geach and A. J. P. Kenny. London: Duckworth.
- 1977. Worlds, Times and Selves. Edited by Kit Fine. London: Duckworth.
- 2003. Papers on Time and Tense. Second expanded edition by Per Hasle, Peter Øhrstrøm, Torben Braüner & Jack Copeland. Oxford University Press.